# Fate/Grand Order

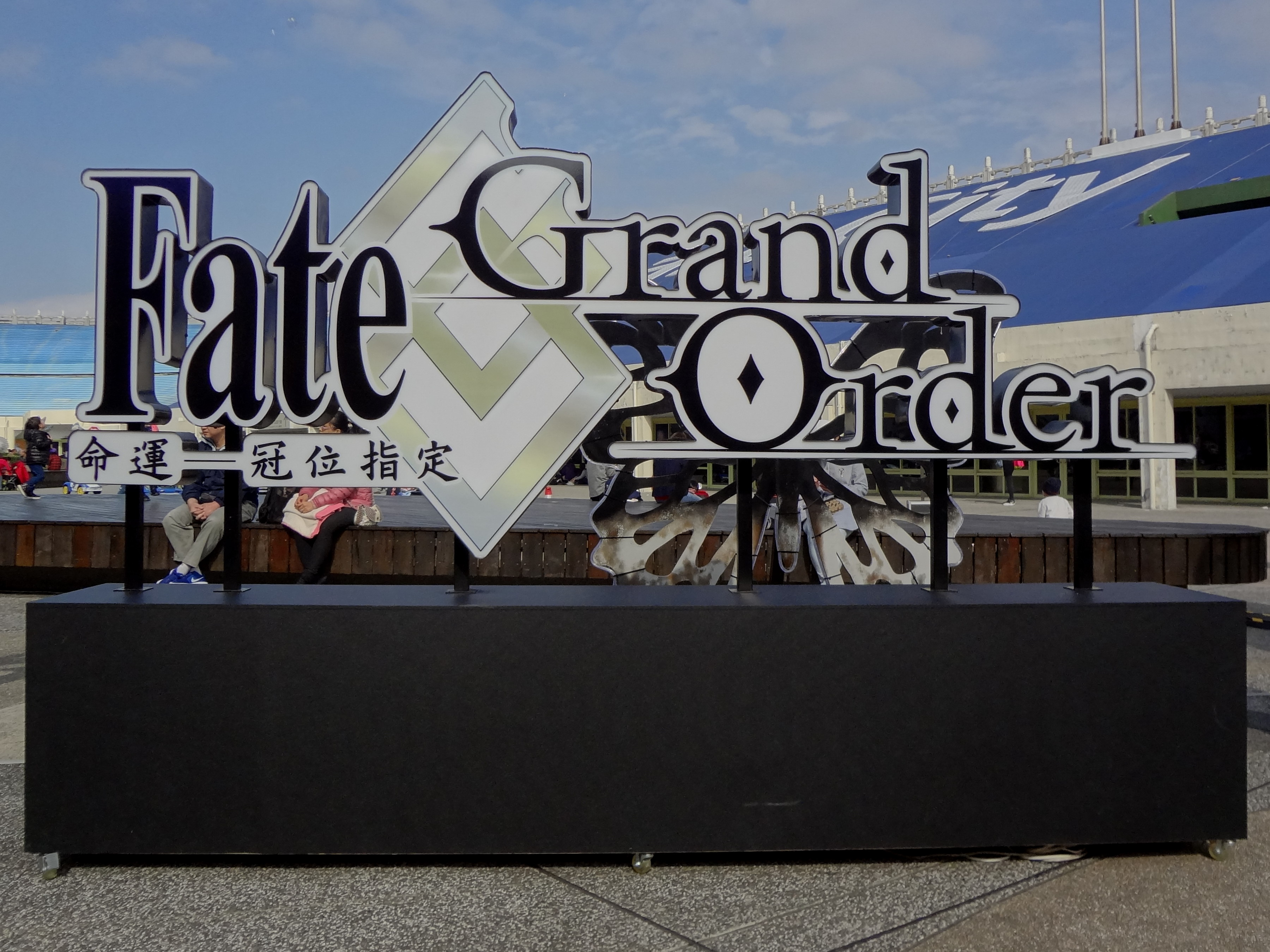
Logo i reklama gry podczas konwentu mangi i anime w Tajwanie, rok 2018.

Fate/Grand Order – darmowa japońska gra fabularna na smartfony, opracowywana przez Lasengle (do stycznia 2022 roku przez Delight Works) i Type-Moon. Produkcja oparta jest na serii Fate, zapoczątkowanej przez grę Fate/stay night, i została wydana w Japonii przez Aniplex 29 lipca 2015 roku na platformę Android i 12 sierpnia 2015 na iOS. Angielskojęzyczna wersja została wydana 25 czerwca 2017, a koreańska 21 listopada 2017.
Gra koncentruje się na strategicznej walce turowej, w której gracz, który wciela się w rolę „Mistrza” (ang. Master), przywołuje i dowodzi bohaterami zwanymi „Sługami” (ang. Servants) do walki z wrogami. Narracja fabularna jest przedstawiona w formacie powieści wizualnej. Sługów pozyskuje się poprzez mechanizm loterii gacha.
Fate/Grand Order jest jedną z najpopularniejszych i najbardziej dochodowych japońskich gier mobilnych. Pod koniec 2019 roku całkowity dochód producentów z systemu mikrotranskacji w grze przekroczył 4 miliardy dolarów.